# سیارک ۱۹۸۹۹۳
سیارک ۱۹۸۹۹۳ (به انگلیسی: 198993 Epoigny، نامگذاری:2005WE5) صد و نود و هشت هزار و نهصد و نود و سومین سیارک کشف شده‌است که در ۲۰ نوامبر ۲۰۰۵ کشف شد.